# Podział administracyjny Kościoła katolickiego w Iraku
Podział administracyjny Kościoła katolickiego w Iraku.

## Obrządek chaldejski
- archieparchia Arbeli
- diecezja Akry
- diecezja Alkusz
- diecezja Al-Amadijja
- archidiecezja Bagdadu
- archieparchia Basry
- Archidiecezja Kirkuk-Sulajmanijja
- archieparchia Mosulu
- diecezja Zachu

## Obrządek ormiański
- Archieparchia Bagdadu (ormiańskokatolicka)

## Obrządek syryjski
- Archieparchia Adiabene-Irbilu
- Archidiecezja Bagdadu (syryjska)
- Archieparchia Mosulu (syryjskokatolicka)
- egzarchat patriarszy Basry i Kuwejtu

## Obrządek łaciński
- Archidiecezja bagdadzka

## Obrządek melchicki
- Melchicki egzarchat Iraku